# Moussoulens
 Moussoulens  es una población y comuna francesa, en la región de Languedoc-Rosellón, departamento de Aude, en el distrito de Carcasona y cantón de Alzonne.
Está integrada en la Communauté de communes du Cabardès - Canal du Midi.

## Demografía
| 436 | 484 | 553 | 520 | 531 | 566 | 537 | 535 | 562 | 450 | 419 | 395 | 480 | 510 | 502 | 488 | 532 | 540 | 536 | 544 | 495 | 511 | 515 | 515 | 473 | 451 | 467 | 519 | 498 | 546 | 613 | 710 |
| Para los censos de 1962 a 1999 la población legal corresponde a la población sin duplicidades (Fuente: INSEE [Consultar]) |     |     |     |     |     |     |     |     |     |     |     |     |     |     |     |     |     |     |     |     |     |     |     |     |     |     |     |     |     |     |     |

El censo de 2004 (INSEE) le atribuye 784 habitantes.